# Taim Hasan
Taim Hasan (Arabisch: تيم حسن) (Ash-Shaykh Badr, Tartus, Syrië 17 februari 1976) is een prominente Syrische acteur, bekend om zijn verschillende dramatische rollen in Syrië en de Arabische wereld. Hasan verwierf bekendheid in Syrië door een aantal veelgeprezen en uiterst succesvolle Syrische series, met name Saladin, Taifas en Nizar Qabbani. Door de titelrol in de Egyptische serie King Farouk op zich te nemen, heeft Hassan's laatste rol hem tot een van de leidende sterren in de Arabische wereld gemaakt. Hij trad het hele jaar op met Hatem Ali, een van de belangrijkste regisseurs van Syrië, in de meeste van zijn series, zoals The Philanderer Salem (2000), Saladin (2001), Taifas (2005) en King Farouk (2007), een rol die hem een prijs voor beste acteur door het Egyptische publiek en critici en leverde hem enorme erkenning en succes op en vestigde hem als een van de leidende acteurs van zijn generatie. Hij speelde ook in The Waiting (2006). Hij is vooral bekend vanwege zijn rol als Abboud, een man die geen gezin heeft, en hij hield van en zorgde voor de mensen in zijn nieuwe stad.

## Leven en carrière
Taim Hasan, afkomstig uit Al-Shaykh Badr, werd geboren op 17 februari 1976 in Tartus, de op één na grootste havenstad van Syrië. Toen hij 4 of 5 jaar oud was, verhuisde hij met zijn gezin naar Damascus. Hij komt uit een middenklasse Syrische familie die niet eerder iets met de filmwereld te maken had. Zijn vader, die zijn opleiding in Duitsland heeft afgerond, is leraar Duits, terwijl zijn moeder Arabisch is. Op 1 juli 2004 trouwde hij met de Syrische actrice Dima Bayaa en ze hebben twee kinderen genaamd Ward en Fahad. Hij heeft bevestigd dat hij werd afgewezen toen hij zich voor het eerst aanmeldde bij het Hoger Instituut voor Dramatische Kunsten. Toen hij echter voor de tweede keer solliciteerde voor een commissie onder leiding van de Syrische acteur Jamal Suliman, die het hoge potentieel en de belofte in Hassan kon zien, werd hij aangenomen. Sinds zijn afstuderen aan het High Institute for Dramatic Arts in 2001, kon Hassan zichzelf vestigen door invloedrijke rollen te spelen in enkele van de meest gerenommeerde Syrische televisieseries. Zijn eerste herinnerde rol kwam in het jaar 2000 (terwijl hij nog bezig was met het afronden van zijn studie aan het High Institute for Dramatic Arts) in de Syrische serie The Philanderer Salem, geregisseerd door de Syrische regisseur Hatem Ali. In het volgende jaar nam Hassan zijn doorbraakrol op zich in de serie Saladin, eveneens geregisseerd door Hatem Ali, waarin Hassan de rol speelde van "de Fatimidische kalief Al-Aded Ledin Allah". Tegen het jaar 2006 speelde Hassan in een aantal Syrische series met enkele van de meest gerenommeerde en gerespecteerde acteurs van Syrië, zoals Jamal Suliman en Ayman Zidan.
Na het voltooien van zijn rol in de serie "Along Days", een romantisch drama waarin hij de hoofdrol speelde, werd Hassan benaderd om de titelrol van koning Farouk op zich te nemen, een groot project in Egypte. Hoewel dit niet de eerste keer was dat Hassan de titelrol van een belangrijke historische figuur kreeg aangeboden, aangezien hij de rol speelde van de beroemdste dichter van Syrië, Nizar Qabbani, in de serie "Nizar Qabbani" in 2005. Later werd gemeld dat Hassan werd eigenlijk benaderd nadat een aantal andere Egyptische acteurs de rol van Farouk hadden afgewezen. Niet alleen was Hassan in staat om een project te redden dat Dr. Lamis Gaber de laatste 15 jaar van haar leven heeft besteed aan onderzoek en schrijven, maar hij kon er samen met een team ook een drama van maken. Door de rol van Farouk op zich te nemen, moest Hassan, die een gelijkenis deelt met de Egyptische koning, naar verluidt zijn haar scheren tijdens de vier en een halve maand van fotograferen, naast het dragen van een bodysuit en zware make-up om op Farouk te lijken in zijn finale. jaar op de troon.
Op 6 december 2007 ontving Hassan de gouden medaille in de categorie Best Actor's Award, gedeeld met de Egyptische acteur Yehia El-Fakharany op het Cairo Festival for Arab Media voor het spelen van de titelrol in de Egyptische populaire televisieserie "King Farouk" uit 2007.
Hasan's laatste televisieserie, die werd gefilmd in Marokko en Syrië getiteld Conflict on the Sand - een titel die was veranderd van Days of Revenge - werd uitgebracht voor wereldwijde uitzending tijdens de Ramadan van 2008 en werd door veel commentatoren gezien als een heropleving van de Beduin-serie in Arabisch toneelstuk. De televisieserie, een Beduin-epos dat zich afspeelt in de Golf van Beduin-woestijn aan het begin van de 18e eeuw, speelde ook de Jordaanse actrice Saba Mubarak en de Syrische acteurs Muna Wassef, Abdel Moneim Al Amayri, Hasan Awaytti en Basil Khayyat en is geregisseerd door Hatem. Ali en geschreven door Hany al-Saady. De serie is geproduceerd door Dubai Media Incorporated in samenwerking met Picture for Media Productions, een Syrisch productiebedrijf dat eigendom is van de bekende Syrische regisseur Hatem Ali. De geschatte kosten waren meer dan $ 6 miljoen en het was gebaseerd op de visie en poëzie van Sheikh Mohammed bin Rashid Al Maktoum.
Hasan is onlangs klaar met het filmen van zijn eerste filmrol in Egypte, getiteld Mecano, die gepland staat voor wereldwijde release op 28 januari 2009. In de film spelen ook de Libanese actrice Nour en de Egyptische acteur Khaled El Sawi. Dit psychodrama vertelt het verhaal van een jonge architect die lijdt aan een zeldzame ziekte die zijn kortetermijngeheugen aantast en die verliefd wordt op Amira (gespeeld door Nour) die hem helpt zijn beproeving te overwinnen.
Taim is het hoofdpersonage van alle vijf de seizoenen van de populaire Libanese serie Al Hayba, met veel bekende Arabische beroemdheden zoals Muna Wassef, Rouzaina Lazkani, Cyrine Abdelnour, Valerie Abou Chacra, Nadine Nassib Njeim, Nicole Saba, Dima Kandalaft en Aimée Sayah .
Taim verscheen ook in de Amerikaanse tienershow Teen Wolf, waar hij Simeon Alawi in seizoen 3 portretteerde naast andere Arabische beroemdheden zoals Cyrine Abdelnour, Yasmin Sabri, Dorra Zarrouk, Kosai Khauli en Nesrine Tafesh.

## Filmografie

### Films
- الهيبة فيلم Essam_Osamah

### TV Series
- Al Haybat
- ana
- ‘’((Al amid))’’

## Persoonlijk leven
Taim Hasan en zijn ex-vrouw, de Syrische actrice Dima Bayaa, kondigden na 10 jaar huwelijk hun scheiding aan. Hun fans waren geschokt omdat mensen dachten dat dit een van de perfecte huwelijken is in de wereld van beroemdheden. In 2017 trouwde hij met de Egyptische tv-presentator Wafaa El Kilani.